# Atoposmia mirifica
Atoposmia mirifica är en biart som först beskrevs av Michener 1954.  Atoposmia mirifica ingår i släktet Atoposmia och familjen buksamlarbin. Inga underarter finns listade i Catalogue of Life.